# Цуоц
Цуоц (нем. Zuoz) — коммуна в Швейцарии, в кантоне Граубюнден. Входит в состав округа Малоя. Официальный код — 3791.

## География
Площадь коммуны составляет 65,79 км². 49,5 % территории Цуоца используется для сельскохозяйственных целей; 9,2 % — заняты лесами; 1,1 % — населёнными пунктами и дорогами и оставшиеся 40,2 % — никак не используются (горы, ледники, реки).

## Население
По данным на 31 декабря 2012 года население коммуны составляет 1277 человек. По данным переписи 2000 года гендерный состав населения коммуны был следующим: 51,7 % — мужчины и 48,3 % — женщины. Возрастной состав населения был следующим: 9,4 % населения — младше 9 лет; 6,5 % — от 10 до 14 лет; 17,8 % — от 15 до 19 лет; 11,4 % — от 20 до 29 лет; 12,1 % — от 30 до 39 лет; 14,9 % — от 40 до 49 лет; 11,2 % — от 50 до 59 лет; 7,5 % — от 60 до 69 лет; 6,4 % — от 70 до 79 лет; 2,5 % — от 80 до 89 лет и 0,1 % — старше 90 лет.
Динамика численности населения коммуны по годам:
| 1900 | 1941 | 1950 | 1960 | 1970 | 1980 | 1990 | 2000 |
| ---- | ---- | ---- | ---- | ---- | ---- | ---- | ---- |
| 425  | 693  | 779  | 1001 | 1165 | 1186 | 1199 | 1353 |

## Языки
По данным переписи 2000 года 53,22 % населения коммуны назвали родным языком немецкий; 25,79 % — романшский и 9,83 % — итальянский. До XIX века население коммуны полностью говорило на романшском языке, однако впоследствии его роль постепенно уменьшалась. В 1880 году романшский был родным для 85 % населения, в 1941 году — для 56 %, а в 1980 году — только для 39 %.
| Языки Цуоца |               |               |               |               |               |               |
| Языки       | Перепись 1980 | Перепись 1980 | Перепись 1990 | Перепись 1990 | Перепись 2000 | Перепись 2000 |
| Языки       | Число         | Доля в %      | Число         | Доля в %      | Число         | Доля в %      |
| Немецкий    | 457           | 38,53 %       | 547           | 45,62 %       | 720           | 53,22 %       |
| Романшский  | 461           | 38,87 %       | 407           | 33,94 %       | 349           | 25,79 %       |
| Итальянский | 183           | 15,43 %       | 144           | 12,01 %       | 133           | 9,83 %        |
| Население   | 1186          | 100 %         | 1199          | 100 %         | 1353          | 100 %         |